# Карин, Николай Григорьевич
Никола́й Григо́рьевич Ка́рин (ум. 1768) — русский писатель

, поэт и переводчик.

## Биография
Из дворян; брат Александра и Фёдора Кариных. Учился в Университетской гимназии, потом в Императорском Московском университете; по окончании в нём курса в 1757 году, произведённый в капралы гвардии с правом проситься в тот полк, куда пожелает, поступил в Конный полк.
В 1765 году Николай Григорьевич Карин был произведён в корнеты, умер поручиком, служа в той же части.
Занимался литературой, но написать успел немного. «Сочиненные им, говорит Новиков, разные стихотворения, напечатанные в московских ежемесячных сочинениях, весьма изрядны и довольно похваляются». Что он написал — неизвестно, так как подписи его в периодических изданиях того времени не находится. Сопиков приписывает Карину перевод сочинения Стерна «Письма Иорика к Элизе». Но перевод этот появился через 27 лет после смерти Карина и потому предположение Сопикова сложно проверить.